# Александрія Вілласеньйор
Александрія Вілласеньйор (англ. Alexandria Villaseñor; нар. 18 травня 2005, Девіс, Каліфорнія, США) — американська екологічна активістка Нью-Йорка. Послідовник руху «П'ятниці за майбутнє» та екологічної активістки Ґрети Тунберг. Вілласеньйор є співзасновником організації US Youth Climate Strike і засновником Earth Uprising.

## Біографія
Вілласеньйор народилася і виросла в місті Дейвіс штату Каліфорнія. Сім'я переїхала з Північної Каліфорнії до Нью-Йорка в 2018 році. Вільясеньйор — латина. Метою в житті є робота в структурі Організації Об'єднаних Націй.
Боротьба Вілласеньйор проти зміни клімату почалася в листопаді 2018 року в Каліфорнії під час сімейного відпочинку, коли вона опинилася в хмарі диму від пожежі в таборі відпочинку. Александрія хвора на астму, тому вона сильно фізично постраждала. Після чого вона почала досліджувати зміну клімату і підвищення температури, які є причиною серйозної пожежі.
Мати Александрії, Крістін Хог, вступила до магістратури Колумбійського університету вивчати зміну клімату і суспільство. Вона іноді відвідувала заняття з матір'ю, де дізналася про науку, що лежить в основі зміни клімату. Незабаром після цього вона приєдналася до нью-йоркського відділення Zero Hour, групи американських молодіжних кліматичних активістів.
Вілласеньйор веде боротьбу з зміна клімату, як Ґрета Тунберг, яка надихнула її після свого виступу 4 грудня 2018 року на конференції Організації Об'єднаних Націй зі зміни клімату (COP24) в Катовиці (Польща). З 14 грудня 2018 року (під час COP24) вона пропускала школу кожну п'ятницю і влаштовувала протест проти відсутності заходів по боротьбі зі зміною клімату перед Штаб-квартирою ООН в Нью-Йорку. Вона вийшла з американською молодіжною організацією Climate Strike і заснувала освітню групу зі зміни клімату Earth Uprising.
У травні 2019 року Вілласеньйор удостоєна нагороди Disruptor Award від Tribeca Disruptive Innovation Awards (TDIA) і отримала стипендію від громадської правозахисної організації «Загальне благо», а також була нагороджена премією «Молодіжне лідерство в галузі клімату» від Earth Day Network.
У серпні 2019 року Ґрета Тунберг прибула до Нью-Йорка з трансатлантичного плавання на вітрильному човні. Вілласеньйор, Сіє Бастіда та інші екологічні активісти вітали Тунберг. До цього часу вони вже встановили контакт один з одним у соціальних мережах.
23 вересня 2019 року Вілласеньйор разом з 15 іншими молодіжними активістами, включаючи Ґрету Тунберг, Катарину Лоренцо і Карла Сміта, подали юридичну скаргу в ООН, звинувативши п'ять країн, а саме Францію, Німеччину, Бразилію, Аргентину і Туреччину, в недотриманні зобов'язань щодо виконання програми зі скорочення шкідливих викидів, які вони взяли на себе за Паризькою угодою.
У середині жовтня 2019 року вона відвідала Всесвітній саміт C40 Cities у Копенгагені, Данія.
У середині січня 2020 року вона відвідала Всесвітній економічний форум як молодіжний доповідач, а потім 24 січня 2020 року взяла участь у шкільному страйку за клімат у Давосі (Швейцарія) разом з Ґретою Тунберг.
19 серпня 2020 року Александрія звернулася до національного з'їзду Демократичної партії США в рамках боротьби проти зміни клімату.
1 грудня 2020 року журнал Seventeen назвав її одним з голосів 2020 року.